# Bach (Familienname)
Bach ist ein deutscher Familienname.
Er kann unter Umständen ein Herkunftsname sein. Besonders bekannt wurde die Familie Bach, ein mitteldeutsches Musikergeschlecht.

## Namensträger

### A
- Adalbert Bach (1959–1993), Polizeibeamter, siehe Gewalt gegen Polizisten
- Adolf Bach (1890–1972), deutscher Germanist
- Aino Bach (1901–1980), russische bzw. estnische bzw. sowjetische Malerin und Graveurin
- Albert Bach (1910–2003), österreichischer General
- Albert Friedrich Bach (1761–1838), deutscher Politiker
- Alexander von Bach (1813–1893), österreichischer Politiker
- Alexander Bach (Autor) (* 1971), deutscher Autor und  Literatur-Performer (Poetry Slam)
- Alexei Nikolajewitsch Bach (1857–1946), russischer Chemiker und Biochemiker
- Alfons Juyol i Bach (1862–1917), katalanischer Bildhauer
- Alfred Bach (?–1961), deutscher Architekt
- Alois Bach (Maler) (1809–1893), deutscher Maler
- Alois Bach (General) (* 1951), deutscher General
- Aloys Bach (1770–1845), deutscher Theologe und Geschichtsforscher
- Amor Bach Hanba (* 1977), tunesischer Ringer
- Andreas Bach (Maler) (1886–1963), deutscher Maler und Grafiker
- Andreas Bach (Radsportler) (* 1968), deutscher Radrennfahrer
- Anita Bach (1927–2021), deutsche Architektin
- Anna Bach (* 1973), finnische Architektin
- Anna Magdalena Bach (1701–1760), Frau von Johann Sebastian Bach
- Annekathrin Bach (* 1979), deutsche Schauspielerin
- Anneliese Kuchinke-Bach (1919–2009), deutsche Literaturwissenschaftlerin
- Annette Bach, deutsche Schauspielerin
- Annika Bach (* 1981), deutsche Verlegerin
- Anton Bach (1762–1825), deutscher Geistlicher
- August Bach (Pädagoge) (1869–1950), Schweizer Pädagoge
- August Bach (1897–1966), deutscher Journalist und Politiker
- August Wilhelm Bach (1796–1869), deutscher Komponist und Organist

### B
- Barbara Bach (* 1946), US-amerikanische Schauspielerin
- Bela Bach (* 1990), deutsche Politikerin (SPD), MdB
- Benedikt Bach (1639–1720), deutscher römisch-katholischer Geistlicher und 40. Abt der Abtei Marienstatt
- Björn Bach (* 1976), deutscher Kanute
- Bodo Bach, Figurenname von Robert Treutel (* 1957), deutscher Komiker

### C
- Carl von Bach (1847–1931), deutscher Maschinenbauingenieur und Hochschullehrer
- Carl Philipp Emanuel Bach (1714–1788), deutscher Komponist
- Catharina Dorothea Bach (1708–1774), Tochter von Johann Sebastian Bach
- Catherine Bach (* 1954), US-amerikanische Schauspielerin
- Christian Bach (Schauspielerin) (Adela Christian Bach; 1959–2019), argentinische Schauspielerin und Fernsehproduzentin
- Christian Bach (Regisseur) (* 1977), deutscher Filmregisseur und Drehbuchautor
- Christian Bach (Radsportler) (* 1979), deutscher Radrennfahrer
- Christian Friis Bach (* 1966), dänischer Politiker, Ökonom und Hochschullehrer
- Christian Samuel Bach (1773–1838), Landtagsabgeordneter im Fürstentum Waldeck, siehe Samuel Bach
- Christian W. B. Bach (1863–1944), deutscher Verleger, siehe Wilhelm Schwaner
- Johann Christian Bach
- Christoph Bach (Musiker) (1613–1661), deutscher Musiker, Großvater von Johann Sebastian Bach
- Christoph de Bach (1768–1834), Zirkusdirektor
- Christoph Bach (Schauspieler) (* 1975), deutscher Schauspieler
- Claudia Bach (* 1979), deutsche Regisseurin und Drehbuchautorin
- Cornelia Simon-Bach (1941–2018), deutsche Malerin und Zeichnerin

### D
- Dagmar Bach (* 1978), deutsche Jugendbuchautorin
- Danilo Bach (* 1944), US-amerikanischer Drehbuchautor
- Danny Bach (* 1973), deutscher Fußballspieler
- David Bach (* 1971), US-amerikanischer Pokerspieler
- David Josef Bach (1874–1947), österreichischer Musikschriftsteller und Kritiker
- Dieter Bach (Theologe) (* 1932), deutscher evangelischer Theologe
- Dieter Bach (Mediziner) (* 1959), deutscher Mediziner und Nephrologe
- Dieter Bach (Schauspieler) (* 1963), deutscher Schauspieler
- Dirk Bach (1961–2012), deutscher Schauspieler, Moderator und Comedian

### E
- Eduard von Bach (1814–1884), österreichischer Politiker und Verwaltungsbeamter
- Edward Bach (1886–1936), englischer Mediziner, Bakteriologe und Immunologe
- Elise Bach (1852–nach 1902), österreichische Theaterschauspielerin
- Else Bach (1899–1951), deutsche Bildhauerin
- Elisabeth von Bach (1475–1519), Adlige und Angeklagte in einem Giftmörderprozess
- Elisabeth Bach, bekannt als Liesel Bach (1905–1992), deutsche Kunstfliegerin
- Elisabeth Bach (Schauspielerin), deutsche Schauspielerin
- Elisabeth Juliana Friederica Bach (1726–1781), verheiratete Altnikol, Tochter von Johann Sebastian Bach
- Elvira Bach (* 1951), deutsche Malerin und Bildhauerin
- Emilie Bach (1840–1890), österreichische Kunsthandwerkerin, Schulgründerin und Schuldirektorin
- Emmanuelle Bach (* 1968), französische Schauspielerin
- Engelbert Bach (1929–1999), deutscher Mundartdichter
- Ernst Bach (Schauspieler) (1876–1929), deutscher Schauspieler und Theaterautor
- Ernst Bach (Mediziner) (1899–1944), deutscher Gynäkologe, Hochschullehrer und SA-Führer
- Ernst Bach (Politiker) (1902–1965), deutscher Politiker (CDU)
- Erich von dem Bach-Zelewski (1899–1972), deutscher SS-Obergruppenführer und Politiker (NSDAP), MdR
- Erwin Johannes Bach (1897–1961), deutscher Musikwissenschaftler, Komponist und Schriftsteller
- Etienne Bach (1892–1986), französischer Pfarrer
- Ewald Bach (1871–1920), deutscher Theaterschauspieler

### F
- Francisco Carlos Bach (* 1954), brasilianischer Geistlicher, römisch-katholischer Erzbischof von Joinville
- Franciscus Hermanus Bach (1865–1956), niederländischer Maler
- Franz Bach (Schriftsteller) (1885–1942), wolgadeutscher Schriftsteller und Dichter
- Franz Bach (Paläontologe) (1886–1943), österreichischer Paläontologe
- Franz Albert Bach (1865–1935), deutscher Architekt und Grundstücksentwickler
- Franz Josef Bach (1917–2001), deutscher Ingenieur und Politiker (CDU)
- Franz Theodor Bach (1833–1897), deutscher Philologe, Turner und Schulleiter
- Friedrich Bach (Jurist) (1796–1853), deutscher Jurist, Mitglied der kurhessischen Ständeversammlung
- Friedrich Bach (Dichter) (1817–1865), österreichischer Mediziner und Dichter
- Friedrich Alfred Bach (* 1927), deutscher Filmregisseur, Produzent und Kameramann
- Friedrich Teja Bach (* 1944), deutscher Kunsthistoriker
- Friedrich Theodor Bach (1757–1815), preußischer Beamter
- Friedrich-Wilhelm Bach (1944–2014), deutscher Werkstoffkundler
- Friedrich Wilhelm Benjamin Bach (1784–1840), deutscher Papiermacher
- Fritz Bach (Komponist) (1881–1930), Schweizer Komponist und Theologe
- Fritz Bach (Maler) (1890–1972), deutscher Maler
- Fritz Bach (Historiker) (1898–1962), Schweizer Historiker
- Fritz Bach (Mediziner) (1934–2011), US-amerikanischer Mediziner
- Fritz Werner Bach (1887–1948), deutscher Mediziner

### G
- Gabriel Bach (1927–2022), israelischer Jurist
- Georg Bach (Jurist), deutscher Jurist und Staatsanwalt
- Georg Bach (Mediziner) (* 1964), deutscher Zahnmediziner, Implantologe und Verbandsfunktionär
- Georg Christoph Bach (1642–1697), deutscher Komponist
- Georges Bach (* 1955), luxemburgischer Politiker
- Gerhard Bach (Literaturwissenschaftler) (* 1943), deutscher Literaturwissenschaftler und Fremdsprachendidaktiker
- Gerhard L. Bach (1934–2018), deutscher Rheumatologe
- Gottfried Heinrich Bach (1724–1763), Sohn von Johann Sebastian Bach
- Gottlieb Bach (Marathonläufer) (1900–1973), dänischer Marathonläufer
- Gottlieb Friedrich Bach (1714–1785), Sohn von Johann Ludwig Bach
- Günter Bach (Mathematiker) (1929–1998), deutscher Mathematiker und Hochschullehrer
- Günter Bach (* 1938), deutscher Fußballspieler
- Günther Bach (* 1935), deutscher Architekt, Maler, Designer und Schriftsteller
- Guido Bach (1828–1905), deutscher Maler
- Gustav Bach (Bildhauer) (1871–1954), deutscher Bildhauer und Maler
- Gustav Bach (1880–1929), deutscher Ingenieur und Unternehmer, siehe KACO Dichtungswerke
- Gustav Justus Christian von Bach (1837–1901), königlich preußischer Generalmajor

### H
- Hans Bach (Spielmann) (um 1555–1615), österreichischer Spielmann, Hofnarr und Musiker
- Hans Bach (um 1580–1626), Vorfahre von Johann Sebastian Bach, siehe Johannes Bach
- Hans Bach (1604–1673), deutscher Komponist, siehe Johann Bach
- Hans Bach (Heimatforscher) (1882–nach 1956), deutscher Heimatforscher
- Hans Bach (Literaturhistoriker) (1902–1977), deutscher Literaturhistoriker und Herausgeber
- Hans Bach (Agrarwissenschaftler) (1911–2002), österreichischer Agrarwissenschaftler und Hochschullehrer
- Hans Bach (Botaniker) (1913–1991), österreichischer Botaniker und Naturschützer
- Hans Bach (Skilangläufer), deutscher Skilangläufer
- Hans Bach (Schriftsteller) (* 1940), deutscher Schriftsteller
- Hans Bach (Bildhauer) (1946–2019), Schweizer Bildhauer, Zeichner und Radierer
- Hans Elmar Bach (1935–2005), deutscher Chorleiter und Hochschullehrer für Tonkunst
- Hans-Peter Bach (* 1958), deutscher Verleger
- Hans Wilhelm Sartorius von Bach (1904–1975), deutsch-namibischer Politiker und Landwirt
- Heinrich Bach (Organist) (1615–1692), deutscher Organist und Komponist
- Heinrich Bach (Kartograf) (1812–1870), deutscher Kartograf und Geologe
- Heinrich von Bach (Pseudonym Heinrich Molbe; 1835–1915), österreichischer Anwalt und Komponist
- Heinz Bach (Pädagoge) (1923–2013), deutscher Sonderpädagoge und Hochschullehrer
- Heinz Bach (Versicherungsmanager) (1922–1986), deutscher Versicherungsmanager
- Helena Rosendahl Bach (* 2000), dänische Schwimmerin
- Henri Bach (1956–2024), deutscher Koch
- Herbert Bach (Jurist) (1891–1945), deutscher Jurist, SS-Brigadeführer und Nationalsozialist
- Hermann Bach (Bildhauer) (1842–zwischen 1914 und 1919), deutscher Bildhauer
- Hermann Bach (Chemiker) (1875–1944), deutscher Chemiker
- Hermann Bach (Politiker) (1897–1966), deutscher Politiker (SPD)
- Hermann Bach (Sportwissenschaftler) (1930–2023), deutscher Sportwissenschaftler und Hochschullehrer für Sportgeschichte und -pädagogik
- Hermann Bach (Richter), deutscher Richter
- Howard Bach (* 1979), US-amerikanischer Badmintonspieler
- Hugo Bach (Mediziner) (1859–1940), deutscher Badearzt und Dramatiker
- Hugo Bach (Richter) (1872–1950), deutscher Richter und Ministerialbeamter

### I
- Ines Ortner-Bach (* 1981), deutsche Fußballspielerin
- Inka Bach (Schriftstellerin) (* 1956), deutsche Schriftstellerin
- Inka Mülder-Bach (* 1953), deutsche Literaturwissenschaftlerin
- Isabella Bach, Pseudonym der deutschen Schriftstellerin Doris Wiesenbach
- Isidor Bach (1849–1946), deutscher Unternehmer
- Ivo Bach (* 1978), deutscher Jurist und Hochschullehrer

### J
- Jacob Bach (Musiker) (Ruhlaer Bach; 1655–1718), deutscher Organist und Kantor
- Jacob Bach (Politiker) (1868–1941), deutscher Politiker (NLP)
- Jakob Bach (Dombaumeister), Dombaumeister
- Jacques Bach (1941–2013), luxemburgischer Fußballspieler
- Jana Bach (* 1979), deutsche Pornodarstellerin und Moderatorin, siehe Jana Bundfuss
- Janni Bach (* 1966), australische Handballspielerin
- Jean Bach (1918–2013), US-amerikanische Radio-Produzentin und Jazz-Expertin
- Jenny Bach (* 1987), deutsche Theater- und Fernsehschauspielerin
- Jillian Bach (* 1973), US-amerikanische Schauspielerin
- Johann Bach (1604–1673), deutscher Komponist, Sohn von Johannes Bach
- Johann Bach (Geistlicher) (1884–nach 1938), deutsch-russischer Geistlicher und Märtyrer
- Johann Aegidius Bach (Musiker, 1645) (1645–1716), deutscher Musiker
- Johann Aegidius Bach (Musiker, 1709) (1709–1746), deutscher Kantor
- Johann Ambrosius Bach (1645–1695), deutscher Musiker, Vater von Johann Sebastian Bach
- Johann Andreas Bach (1713–1779), deutscher Hautboist und Organist
- Johann August Bach (1721–1758), deutscher Rechtshistoriker
- Johann Baptist Bach (1779–1847), österreichischer Jurist
- Johann Bernhard Bach (Komponist, 1676) (1676–1749), deutscher Komponist
- Johann Bernhard Bach (Komponist, 1700) (1700–1743), deutscher Komponist und Organist
- Johann Christian Bach (1735–1782), deutscher Komponist, Sohn von Johann Sebastian Bach
- Johann Christian Bach (Musiker, 1640) (1640–1682), deutscher Musiker und Musikdirektor
- Johann Christian Bach (Musiker, 1696) (1696–??), deutscher Musiker in Sondershausen
- Johann Christian Bach (Musiker, 1743) (Hallischer Clavier-Bach; 1743–1814), deutscher Pianist
- Johann Christoph Bach (Komponist, 1642) (1642–1703), deutscher Komponist, Vetter von Johann Sebastian Bachs Vater Ambrosius
- Johann Christoph Bach (Musiker, 1645) (1645–1693), deutscher Musiker, Onkel von Johann Sebastian Bach
- Johann Christoph Bach (Musiker, 1671) (1671–1721), deutscher Organist, Bruder von Johann Sebastian Bach
- Johann Christoph Bach (Musiker, 1673) (1673–1727), deutscher Kantor, Organist und Komponist
- Johann Christoph Bach (Musiker, 1782) (Binderslebener Bach; 1782–1846), deutscher Organist
- Johann Christoph Friedrich Bach (Bückeburger Bach; 1732–1795), deutscher Musiker und Komponist, Sohn von Johann Sebastian Bach
- Johann Christoph Georg Bach (1747–1814), deutscher Organist in Ohrdruf
- Johann Elias Bach (1705–1755), deutscher Komponist
- Johann Ernst Bach (Organist) (1683–1739), deutscher Organist
- Johann Ernst Bach (Komponist) (1722–1777), deutscher Komponist
- Johann Georg Bach (1751–1797), deutscher Organist, Sohn von Johann Ernst Bach, siehe Bach (Musikerfamilie)/Erfurter Linie #Johann Georg Bach
- Johann Gottfried Bernhard Bach (1715–1739), deutscher Organist, Sohn von Johann Sebastian Bach
- Johann Jacob Bach (oder Johann Jakob Bach; 1682–1722), deutscher Musiker
- Johann Lorenz Bach (1695–1773), deutscher Komponist
- Johann Ludwig Bach (Meininger Bach; 1677–1731), deutscher Komponist
- Johann Michael Bach (Komponist, 1648) (1648–1694), deutscher Komponist
- Johann Michael Bach (Orgelbauer) (1685–??), deutscher Orgelbauer
- Johann Michael Bach (Komponist, 1745) (1745–1820), deutscher Komponist
- Johann Nikolaus Bach (Gambist) (1653–1682), deutscher Gambist
- Johann Nikolaus Bach (Komponist) (1669–1753), deutscher Komponist
- Johann Nikolaus Bach (Philologe) (1802–1841), deutscher Klassischer Philologe und Gymnasialdirektor
- Johann Philipp Bach (1752–1846), deutscher Musiker, Sohn von Gottlieb Friedrich Bach
- Johann Sebastian Bach (1685–1750), deutscher Musiker und Komponist
- Johann Sebastian Bach (Maler) (1748–1778), deutscher Maler
- Johanna Carolina Bach (1737–1781), Tochter von Johann Sebastian Bach
- Johannes Bach (1580–1626), deutscher Stadtpfeifer, Urgroßvater von Johann Sebastian Bach
- Johannes Bach (1639–1720), deutscher römisch-katholischer Geistlicher, siehe Benedikt Bach
- Johannes Bach (Oberamtmann) (1791 – nach 1849), deutscher Verwaltungsjurist
- Johannes Bach (Politiker, 1792) (1792–1865), Landtagsabgeordneter Waldeck, Bürgermeister in Rhoden
- Johannes Bach (Politiker, 1849) (1849–1909), Landtagsabgeordneter
- Johannes Bach (Politiker, 1808) (1808–1866), Schweizer Politiker und Richter
- John Bach (* 1946), walisischer Schauspieler
- Jordi Albareda i Bach (* 1925), katalanischer Pianist und Gesangslehrer
- Jörg Bach (Bildhauer) (* 1964), deutscher Bildhauer
- Jörg Bach (Fußballspieler) (* 1965), deutscher Fußballspieler
- Joscha Bach (* 1973), deutscher Informatiker
- Josef Bach (Komponist, 1921) (1921–2004), deutscher Geiger, Komponist und Arrangeur
- Josef Bach (Filmkomponist) (* um 1975), deutscher Filmkomponist und Musiker
- Joseph von Bach (1833–1901), deutscher katholischer Theologe
- Joseph Bach (Bischof) (1872–1943), französischer Geistlicher, Titularbischof von Eriza
- Joseph Alois Bach (1838–1912), deutscher päpstlicher Zuave
- Jürgen Arne Bach (1942–2024), deutscher Verleger und Historiker
- Justus Friedrich Bach (1796–1853), Jurist und Abgeordneter der kurhessischen Landstände

### K
- Karl Bach (Fechter) (1920–1993), deutscher Fechter
- Karl Daniel Friedrich Bach (1756–1829), deutscher Maler, Zeichner und Kunstpädagoge
- Katharina Bach (Künstlerin) (* 1959), deutsche Malerin, Grafikerin und Bildhauerin
- Katharina Bach (Schauspielerin) (* 1985), deutsche Theater- und Filmschauspielerin
- Kathrin Bach (* 1988), deutsche Schriftstellerin und Lyrikerin
- King Bach (* 1988), kanadisch-amerikanischer Filmschauspieler und Influencer
- Konrad Bach (1940–2019), deutscher Dirigent
- Kristina Bach (* 1962), deutsche Schlagersängerin, Texterin und Musikproduzentin

### L
- Laura Bach (* 1979), dänische Schauspielerin
- Leo Bach, Pseudonym des Schriftstellers Daniel Douglas Wissmann (* 1962)
- Leonhard Emil Bach (1849–1902), deutscher Pianist, Komponist und Musikpädagoge
- Liesel Bach (1905–1992), deutsche Kunstfliegerin
- Lina Bach-Bendel (1854–1920), österreichische Theaterschauspielerin und Sängerin
- Lola Bach (um 1900–nach 1930), deutsche Tänzerin
- Lothar Bach (* 1947), deutscher Fußballspieler
- Lotte Bach (1908–1995), deutsche Textilkünstlerin
- Louis Bach (1883–1914), französischer Fußballspieler
- Ludwig Bach (1865–1912), deutscher Augenarzt und Hochschullehrer
- Luis Bach (* 1994), deutscher American-Football-Spieler

### M
- Marcelle Kraemer-Bach (1895–1990), französische Rechtsanwältin und Feministin
- Marga Bach (* um 1956), deutsche Entertainerin, Kabarettistin und Schauspielerin
- Margit Bach (* 1951), deutsche Hürdenläuferin
- Maria Bach (auch Maria von Bach, Marie von Bach; 1896–1978), österreichische Komponistin und Malerin
- Maria Barbara Bach (1684–1720), Frau von Johann Sebastian Bach
- Marie Bach (1836–1904), Schweizer Schriftstellerin
- Marie Bach Hansen (* 1985), dänische Schauspielerin
- Marisa Leonie Bach (* 1978), deutsche Schauspielerin
- Marlene Bach (* 1961), deutsche Krimiautorin
- Marta Bach (* 1993), spanische Wasserballspielerin
- Maurizio Bach (* 1953), deutscher Soziologe
- Max Bach (Kunsthistoriker) (1841–1914), deutscher Kunsthistoriker und Maler
- Max Bach (Gewerkschafter) (1885–1967), deutscher Gewerkschafter und Opfer des Nationalsozialismus
- Max Bach (Verleger) (1915–2006), deutscher Verleger
- Max Bach (Romanist) (1921–2005), deutsch-amerikanischer Romanist
- Mechthild Bach (Medizinerin) (1949–2011), deutsche Internistin
- Mechthild Bach (Sängerin) (* 1963), deutsche Sängerin (Sopran)
- Michael Bach (Orgelbauer) (1687–1772), deutscher Handwerker und Orgelbauer
- Michael Bach (Jurist) (1784–1843), österreichischer Jurist
- Michael Bach (Entomologe) (1808–1878), deutscher Insektenkundler
- Michael Bach (Physiker) (* 1950), emeritierter Professor für funktionelle Sehforschung
- Michael Bach (Musiker) (* 1958), deutscher Musiker
- Michael Bach (Ruderer) (* 1960), US-amerikanischer Ruderer
- Mischa Bach (* 1966), deutsche Schriftstellerin

### N
- Norbert Bach (* 1967), deutscher Wirtschaftswissenschaftler

### O
- Olaf Bach (1892–1963), deutscher Schauspieler
- Ole-Marius Bach (* 1988), norwegischer Skilangläufer
- Olga Bach (* 1990), deutsche Schriftstellerin
- Othmar Bach (1914–?), Schweizer Kanute
- Ottilie Bach (1836–1905), deutsche Schriftstellerin
- Otto Bach (Komponist) (1833–1893), österreichischer Kirchenmusiker und Kapellmeister
- Otto Bach (Heimatforscher) (1924–2010), deutscher Heimatforscher
- Otto Bach (Mediziner) (* 1937), deutscher Psychiater und Neurologe
- Otto Hofer-Bach (1897–1970), deutscher Maler und Grafiker
- Otto Friedrich Bach (1899–1981), deutscher Politiker (SPD)

### P
- Pamela Bach (1963–2025), US-amerikanische Schauspielerin
- Patrick Bach (* 1968), deutscher Schauspieler
- Patrizia Bach (* 1983), deutsche bildende Künstlerin
- Paul Bach, Pseudonym von Rudolf Baumbach (1840–1905), deutscher Dichter
- Paul Bach (Schauspieler) (1855–1936), deutscher Schauspieler
- Paul Bach (Klavierbauer), deutscher Klavierbauer
- Paul Bach (Maler) (1866–1919), deutscher Maler und Radierer der Düsseldorfer Schule
- Paul Bach (Journalist) (1938–2011), englischer Journalist
- Paul Bach-y-Rita (1934–2006), US-amerikanischer Neurophysiologe
- Per Bach Nissen (* 1967), dänischer Opern-, Operetten-, Lied- und Konzertsänger (Bass)
- Peter Bach (Geistlicher) (1872–nach 1930), deutsch-russischer Geistlicher und Märtyrer
- Peter Bach (Rechtsanwalt) (* 1946), deutscher Rechtsanwalt
- Peter Bach (Handballspieler) (* 1966), australischer Handballspieler
- Peter Sebastian Bach (1896–1940), deutscher Sänger (Bariton) und Liedermacher, ermordet in der Tötungsanstalt Hartheim
- Philippe Bach (* 1974), Schweizer Dirigent
- Pierre-Antonio-Jean Bach (1932–2020), französischer Geistlicher, Apostolischer Vikar von Savannakhet

### R
- Rainer Bach (1946–2019), deutscher Karikaturist, Grafiker, Illustrator und Cartoonist
- Rainer Bach (Musiker) (* 1947), deutscher Sänger und Gitarrist
- Rasmus Bach (* 1995), dänisch-australischer Basketballspieler
- Regina Johanna Bach (1728–1733), Tochter von Johann Sebastian Bach
- Regina Susanna Bach (1742–1809), Tochter von Johann Sebastian Bach
- René Bach Madsen (* 1985), dänischer Handballspieler und -trainer
- Richard Bach (* 1936), US-amerikanischer Schriftsteller
- Robert Bach (Politiker) (1901–1976), deutscher Politiker
- Robert Bach (Theologe) (1926–2010), deutscher evangelischer Theologe
- Robert Romanowitsch Bach (1859–1933), russischer Bildhauer und Hochschullehrer
- Roland Bach (Politikwissenschaftler) (* 1930), deutscher Pädagoge und Politikwissenschaftler
- Roland Bach (Komponist) (* 1961), deutscher Komponist und Musiker
- Rolf Bach (* 1980), deutscher Schauspieler
- Rolf P. Bach (* 1946), deutscher Jurist und Sozialpädagoge
- Rudi Bach (1886–1942), deutscher Schauspieler, Regisseur und Drehbuchautor
- Rüdiger Bach (* 1964), deutscher Schauspieler, Autor, Moderator und Produzent
- Rudolf Bach (Regisseur) (1901–1957), deutscher Dramaturg, Regisseur, Theater- und Musikkritiker
- Rudolf am Bach (1919–2004), Schweizer Pianist
- Ruth Bach-Damaskinos (* 1958), deutsche Kunsthistorikerin und Archivarin

### S
- Sabine Bach (* 1956), deutsche Schauspielerin
- Samuel Bach (1773–1838), deutscher Bäcker, Stadtrezeptor, Bürgermeister der Stadt Rhoden und Politiker
- Samuel Bach (* 2005), österreichischer Rapper siehe Bac (Rapper)
- Sebastian Bach (* 1968), bahamaischer Rockmusiker
- Siegfried Bach (1862–1919), deutscher Unternehmer und Konsul
- Siegward Bach (1929–2016), deutscher Artist
- Sonya Bach (* 1981), südkoreanische Pianistin klassischer Musik
- Stefan Bach (* 1964), deutscher Volkswirt und Steuerexperte
- Stephen Bach (1897–1973), deutsch-britischer Biochemiker
- Steven Bach (1938–2009), US-amerikanischer Filmproduzent und Autor
- Susanne Bach (geb. Susanne Eisenberg; 1909–1997), deutsche Schriftstellerin und Buchhändlerin

### T
- Tamara Bach (* 1976), deutsche Schriftstellerin
- Theodor Bach (Architekt) (1858–1938), österreichischer Architekt
- Theodor Bach (Politiker) (1879–1945), deutscher Politiker
- Thomas Bach (* 1953), deutscher Fechter, Sportfunktionär und Jurist
- Thorsten Bach (* 1965), deutscher Chemiker und Professor für Organische Chemie
- Thorsten Bach (Mediziner), deutscher Urologe, Hochschullehrer
- Timothy Bach (* 1953), kanadischer Schwimmer

### U
- Ulrich Bach (1931–2009), deutscher evangelischer Theologe
- Ursula Bach-Wild (1903–1987), deutsche Goldschmiedin und Kunsthandwerkerin

### V
- Veit Bach (um 1550–1619), deutscher Bäcker, Müller und Amateurmusiker, Stammvater der Musikerfamilie Bach
- Vivi Bach (1939–2013), dänische Sängerin, Schauspielerin, Fernsehmoderatorin und Schriftstellerin
- Volker Bach (* 1965), deutscher Mathematiker und Physiker

### W
- Waldemar Bach (* 1938), deutscher Heimatforscher
- Walter Bach (Musiker) (1869–nach 1929), deutscher Geiger
- Walter Bach (Schauspieler) (Pseudonym Walter Bloch; 1900–1980), österreichischer Schauspieler
- Walter Bach (Turner) (1909–nach 1936), Schweizer Turner
- Walter Bach (Unternehmer) (1938–2019), deutscher Unternehmer
- Wilfrid Bach (1936–2015), deutscher Geograph und Klimatologe
- Wilhelm Bach (Jurist) (1850–1923), deutscher Jurist und Richter
- Wilhelm Bach (Pfarrer) (Georg Adam Wilhelm Bach; 1892–1942), deutscher Pfarrer und Offizier
- Wilhelm Friedemann Bach (1710–1784), deutscher Komponist, Sohn von Johann Sebastian Bach
- Wilhelm Friedrich Ernst Bach (1759–1845), deutscher Komponist, Sohn von Johann Christoph Friedrich Bach
- William Bach (* 1946), britischer Politiker (Labour Party)
- Winfried Bach (* vor 1957), deutscher Soziologe
- Wolf-Dieter Bach (1933–2002), deutscher Dichter und Karl-May-Forscher
- Wolfgang Bach (* 1964), deutscher Geowissenschaftler und Hochschullehrer

### Y
- Yaakov Bach, (1911–2006), israelischer Ökonom
- Yannick Bach (* 1991), deutscher Fußballspieler